# Polydactylus quadrifilis
Polydactylus quadrifilis és una espècie de peix pertanyent a la família dels polinèmids.

## Descripció
- Pot arribar a fer 200 cm de llargària màxima (normalment, en fa 150) i 75 kg de pes.[3]

## Alimentació
Menja crustacis i peixos.

## Hàbitat
És un peix d'aigua marina i salabrosa, demersal i de clima tropical (22°N-5°S, 18°W-13°E) que viu entre 15 i 55 m de fondària sobre fons sorrencs i fangosos.

## Distribució geogràfica
Es troba a l'Atlàntic oriental: des de Mauritània i el Senegal fins a la república del Congo.

## Observacions
És inofensiu per als humans.